# 努涅斯河
努涅斯河（法語：Rio Nunez）是西非國家畿內亞的河流，位於博凱大區，河道全長50英里，發源自富塔賈隆高地，最終注入大西洋，河畔城鎮有卡姆薩爾。